# Область (СРСР)
У Радянському Союзі областю називалася адміністративно-територіальна одиниця, частина територіального ряду радянських республік; виділялася з урахуванням природних і економічних особливостей території, кількості населення, транспортних шляхів, а також тяжіння населених пунктів до крупних промислових центрів.
За Конституцією СРСР 1936 року питання утворення областей і внесення змін в обласний поділ знаходилися у компетенції Союзу РСР, законом від 11 лютого 1957 року віднесенні до відання союзних республік. Органами державної влади в областях Союзу були обласна Рада депутатів трудящих, яка обиралася населенням на 2 роки, виконавчим і розпорядчим органом — Виконком, який утворювався обласною Радою. Області в СРСР введені адміністративно-територіальною реформою 1923–1930 років замість раніше існуючих губерній. Ця реформа, в основі якої лежали принципи економічного районування, була підготовлена реорганізацією у перші роки радянської влади (1917–1922) дореволюційного адміністративно-територіального поділу (створення національних автономій, дроблення колишніх губерній і утворення нових адміністративно-територіальних одиниць, переважно навколо великих промислових центрів).

## Історія
Процес утворення областей у РРФСР і СРСР можна умовно розділити на два періоди: до 1930 року і після 1930 року. У перший період утворювалися великі області, які об'єднували у собі кілька скасованих губерній. У другий період створені раніше великі області та краї ділилися на більш дрібні області, при цьому деякі області скасовувалися. У РРФСР цей процес йшов практично безперервно до 1957 року, а в союзних республіках — практично до 1990 року.
На момент утворення СРСР у РРФСР існували три самостійні області — Далекосхідна, Донська і Кубано-Чорноморська, а також шість областей у складі Туркестанської АРСР, але незабаром ці області були ліквідовані. 1924 року Донська та Кубано-Чорноморська області увійшли до складу Південно-Східної області, яка до кінця того ж року була перетворена у Північно-Кавказький край; у тому ж році внаслідок національно-територіального розмежування у Середній Азії ліквідована Туркестанська АРСР разом з її територіальним устроєм. Далекосхідна область була перетворена у Далекосхідний край 1926-о року.

### Українська РСР
Обласний поділ на території УРСР було введено 27 лютого 1932. До червня 1959 він стабілізувався і не змінювалося до 1992.
Спочатку у республіці було утворено п'ять великих областей: Вінницька, Дніпропетровська, Київська, Одеська і Харківська. У той же рік було утворено ще дві області: спочатку Донецька (з частин Харківської та Дніпропетровської областей), а пізніше — Чернігівська (з частини Київської).
У вересні 1937 з'являються ще чотири області: з частини Київської — Житомирська і Полтавська (спільно з Харківською областю), з частини Вінницької — Кам'янець-Подільська, а з частини Одеської — Миколаївська. Роком пізніше з частини Донецької області утворена Ворошиловградська область (нині Луганська).
1939 року також утворено кілька нових областей. На початку року — Запорізька, Кіровоградська і Сумська, виділені відповідно з Дніпропетровської, Миколаївської та Харківської (разом з Чернігівською) областей, а наприкінці року на приєднаних польських територіях Західної України утворені Волинська, Дрогобицька, Львівська, Рівненська, Станіславська і Тарнопольска області.
1940 року Українській РСР відходить частина території Румунії, на якій утворюються дві області: Аккерманська (Ізмаїльська) і Чернівецька.
1946 року Українській РСР знову відходить частина території Чехословаччини; на цих землях утворена Закарпатська область.
1954 року в УРСР утворені останні дві області — Черкаська (з частин вже існуючих областей) і Кримська, яка була передана з РРФСР.
З усіх утворених в Українській РСР областей було ліквідовано лише дві: Дрогобицька та Ізмаїльська. Перша у 1940-х роках була частково передана Польщі, частина, що залишилася 1959-о була приєднана до Львівської області. Ізмаїльська область 1954 року повністю була передана до складу Одеської області.
Як і в РРФСР, деякі області змінювали свої назви. Донецька область з 1938 по 1961 рік називалася Сталінською, Тарнопольська область з 1944 року стала називатися Тернопільською, Кам'янець-Подільська з 1954 року — Хмельницької, а Станіславська з 1962 року —Івано-Франківською. Ворошиловградська область 1958 року була перейменована на Луганську, в 1970 — знову на Ворошиловградську, а 1990 року — знову на Луганську.
Після оголошення незалежності України, в 1992 Кримська область перетворена на Автономну Республіку Крим, в іншому обласний поділ залишився без змін.

### РРФСР
Крім згаданої вище Південно-Східної області, до 1930 року також були утворені (у хронологічному порядку):
- Уральська область (1923) з Єкатеринбурзької, Пермської, Тюменської та Челябінської губерній.
- Ленінградська область (1927) з Ленінградської, Мурманської, Новгородської, Псковської та Череповецької губерній.
- Нижньоволзька область (1928) з Астраханської, частини Самарської, Саратовської та Сталінградської губерній; у тому ж році перетворена на Нижньоволзький край.
- Середньоволзька область (1928) з Оренбурзької, Пензенської, частини Саратовської, Самарської та Ульяновської губерній; 1929 року перетворена на Середньоволзький край.
- Центрально-Чорноземна область (1928) з Воронезької, Курської, Орловської та Тамбовської губерній.
- Нижньогородська область (1929) з Нижньогородської, Вятської та малих частин Володимирської та Костромської губерній; у тому ж році перетворена у Нижньогородський край.
- Іванівська промислова область (1929) з Володимирської, Івано-Вознесенської, Костромської та Ярославської губерній.
- Центрально-Промислова (Московська) область (1929) з Московської, Рязанської, Тульської, частин Володимирській, Калузької та Тверської губерній.
- Західна область (1929) з Брянської, Смоленської, частин Калузької, Тверської губерній та Великолуцького округу Ленінградської області.

Таким чином до 1930 року на території РРФСР, та й усього СРСР, були ліквідовані всі губернії.
Після 1930 шість великих областей почали розділяти на більш дрібні; до 1957 року остаточно сформувалося обласний розподіл РРФСР, що не змынювався до 1990 року, а фактично — до 2005 року.
- Уральська область 1934 року була розділена на Обсько-Іртишську, Свердловську і Челябінську області, у тому ж році Обсько-Іртишська область ліквідована, і на її основі утворена Омська область. Надалі з частини Свердловської області була утворена Пермська область, з частини Челябінської — Курганська область, а з частини Омської — Тюменська область.
- З Ленінградської області послідовно утворилися Мурманська, Новгородська і Псковська області, а ще до утворення Мурманської області, частина Ленінградської області відійшла до новоствореної Вологодської області.
- Центрально-Чорноземна область спочатку була розділена на Воронезьку і Курську області, згодом з їх територій та територій сусідніх Західної та Рязанської областей також були утворені Білгородська, Брянська, Липецька, Орловська, Пензенська і Тамбовська області. 1954 року на стику Воронезької, Саратовської та Сталінградської областей була утворена Балашовська область, але через 3 роки вона була ліквідована.
- Іванівська промислова область розділилася на Іванівську і Ярославську області, пізніше з частини Івановської області утворилася Володимирська, а з частини Ярославської — Костромська області.
- З Московської області спочатку утворилася Калінінська область (разом з частиною Західної області), Потім — Рязанська і Тульська області. Пізніше з частини Тульської та сусідньої Смоленської областей утворилася Калузька область. 1943 року з частини Калінінської області та територій сусідніх областей була утворена Великолукська область, але у 1957 вона була скасована та розділена між Калінінською та Псковської областями.
- Частина Західної області спочатку відійшла новоствореній Калінінської області, а 27 вересня 1937 частина області відійшла новоствореній Орловській області, частина, що залишилася стала Смоленською областю.

Деякі великі краї також мали у своєму складі області. Так, у складі Північно-Кавказького краю була утворена Північна область, але через 2 місяці вона перейшла до складу Азово-Чорноморського краю, а ще через півроку була ліквідована. Далекосхідний край з 1932 також мав обласний поділ: спочатку були утворені Амурська, Камчатська, Приморська і Сахалінська області, пізніше до них додалися Зейська, Нижньо-Амурська, Уссурійська і Хабаровська області. після поділу краю, Приморська та Уссурійська області відійшли Приморському краю, а Амурська, Камчатська, Нижньо-Амурська, Сахалінська та Хабаровська — до Хабаровському; Зейська область за рік до цього була передана Читинській області. Надалі, восени 1943 було ліквідовано обласний поділ Приморського краю, а пізніше зі складу Хабаровського краю у самостійні області послідовно виведені Сахалінська, Амурська, Магаданська (створена з частини районів колишньої Хабаровської області) і Камчатська області. Нижньо-Амурська область була ліквідована 23 січня 1956 одночасно з виведенням Камчатської області, її територія залишена у складі Хабаровського краю, тим самим було припинено обласний розподіл країв.
10 березня 1932 року територія Казакської АРСР була розділена на 6 областей: Актюбінську, Алматинську, Східноказахстанську, Західно-Казахстанську, Карагандинську і Південно-Казахстанську. Пізніше, у липні 1936 з частини Актюбінської області була утворена Костанайська область, а з частини Карагандинської — Північноказахстанська, але вже 5 грудня 1936 Казакська АРСР була перетворена у союзну Казахську РСР із збереженням обласного поділу.
5 грудня 1936, після виведення новоутворених АРСР зі складу країв у самостійні суб'єкти, у РРФСР утворилися 7 нових областей, однойменних колишнім краях: Східно-Сибірська, Горьківська, Кіровська, Куйбишевська, Саратовська, Північна і Сталінградська; за два роки до цього з частини Середньоволзького (Куйбишевського) краю була утворена Оренбурзька область. Надалі Східно-Сибірська область була розділена на Іркутську і Читинську області, Північна — на Архангельську і Вологодську, з частини Сталінградської області утворена Астраханська, а з частини Куйбишевської — Ульянівська області. На початку 1954 з частини Горьківської області була створена Арзамаська область, але через три роки її ліквідували та повернули до складу Горьківської області.
1937 року були утворені ще дві області — Ростовська і Новосибірська, утворені з частин Азово-Чорноморського та Західно-Сибірського країв відповідно, при цьому ці території зберегли статус краю, але отримали інші назви. З частин Новосибірської області згодом були утворені Кемеровська і Томська області. 1954-о з частини Ростовської області була утворена Каменська область, але через три роки вона була скасована.
Під час Німецько-радянської війни, після звільнення територій деякі «неблагонадійні» народи депортували зі своїх споконвічних місць проживання, у тому числі чеченці, інгуші та кримські татари. У цьому зв'язку Кримська АРСР 1945-о року була перетворена у Кримську область, а Чечено-Інгушська АРСР 1944-о була ліквідована і на частини її території утворена Грозненська область. Надалі народи були реабілітовані та повернуті на свої землі, Кримська область була передана Української РСР, де залишалася областю до 1992, а Чечено-Інгушська АРСР у 1957 була відновлена, відповідно Грозненська область — ліквідована.
1946 року на землях, що відійшли СРСР внаслідок II Світової війни від Німеччина та Японії, утворені відповідно Кенігсбергська і Південно-Сахалінська області. Перша через 3 місяці Кенігсбергська область була перейменована у Калінінградську, а через рік Південно-Сахалінська була ліквідована та об'єднана з Сахалінською областю.
У травні 1952 як експеримент Башкирська та Татарська АССР були розділені на області: Башкирська — на Стерлітамакську і Уфимську, татарська — на Казанську і Чистопольську. У лютому 1953 «на папері» у складі Татарської АРСР була утворена третя, Бугульмінська область, але через два місяці експеримент було визнано невдалим і всі області були ліквідовані.
Деякі області міняли свою назву. Так, у 1939–1957 роках Оренбурзька область називалася Чкаловською, а Пермська у 1940–1957 роках — Молотовською. 1961 року Сталінградська область була перейменована у Волгоградську, а на початку 1990-х років назви змінили Горьківська, Калінінська та Куйбишевська області, ставши, відповідно, Нижньогородською, Тверською та Самарською областями.

### Казахська РСР
Обласний поділ на території КазССР з'явилося ще за часів Казакської АРСР — республіки у складі РРФСР.
До моменту утворення союзної Казахської РСР, на її території вже були утворені 8 областей: Актюбінська, Алма-Атинська, Східноказахстанська, Західно-Казахстанська, Карагандинська, Кустанайська, Північноказахстанська і Південно-Казахстанська.
У 1938–1939 роках число областей зросло: з частини Східноказахстанської області утворено Павлодарська і Семипалатинська області, з частини Західно-Казахстанської — Гур'ївська, з частини Північно-Казахстанської — Акмолинська, а з частини Південно-Казахстанської — Жамбильська і Кзилординська.
1944 року у КазССР утворено ще дві області — Кокчетавськая (з частини Північно-Казахстанської) і Талди-Курганська (з частини Алма-Атинській). Такі області були утворені лише в 1970-ті роки.
1970 року була з частин Целіноградській та Кустанайській областей була утворена Тургайська область, а 1973 року з частин Карагандинської та Гур'євської областей — відповідно Джезказганська і Мангистауські області.
Деякі області скасовувалися, але потім знову відновлювалися. Так, у 1959–1967 роках не існувало Талди-Курганської області, а у 1988–1990 роках — Мангишлацької та Тургайскої областей. Короткий період з грудня 1960 по травень 1961 року не існувало Акмолинської області, після чого вона була відновлена під назвою Целиноградська.
Крім згаданої Акмолинської, були перейменовані ще дві області: 1962 року Західно-Казахстанська область отримала назву Уральська, а Південно-Казахстанська — Чимкентська.
Після проголошення незалежності Казахстану, 1992 року Уральській, Целінградській та Чимкентській областям були повернуті назви Західно-Казахстанська, Акмолинська та Південно-Казахстанська відповідно, а Гур'ївська область перейменована у Атирауську. 1997 року були скасовані 5 областей: Джезказганська, Кокчетавська, Семипалатинська, Талди-Курганська та Тургайська.

### Білоруська РСР
Обласний поділ на території БССР було введено 15 січня 1938.
Спочатку були утворені 5 областей: Вітебська, Гомельська, Мінська, Могилевська і Поліська. майже через 2 роки на переданих від Польщі білоруських землях були утворені ще 5 областей:Барановицька, Білостоцька, Брестська, Вілейська (Молодечненського) і Пінська.
1944 року з уже створених областей утворені ще три: Бобруйська, Гродненська і Полоцька, при цьому Білостоцька область була ліквідована: більша її частина передана Польщі, менша — до складу Гродненської області. Таким чином БССР стала складатися з 12 областей — максимальної кількості за всю свою історію.
Проте така кількість областей залишалося в республіці недовго. Вже через 10 років 1954-о року, разом були ліквідовані 5 областей: Барановицька, Бобруйська, Пінська, Поліська та Полоцька, а 1960-j — Молодечненського.
Таким чином, 1960 року встановився обласний розподіл Білорусі, який зберігся без будь-яких істотних змін донині.

### Узбецька РСР
Найперші області в УзРСР з'явилися майже одразу після її утворення 1925 року, але це була спроба створити ще «імперські» області з частин раніше існуючих областей Туркестанської АРСР та нових територій колишнього Бухарського емірату та Хівінського ханства. Тоді були утворені Заравшанська, Кашка-Дар'їнська, Самаркандська, Сурхан-Дар'їнська, Ташкентська, Ферганська, Хорезмська області та Кенімехський район на правах області; області ділилися на повіти, а повіти — на волості. Проіснували вони недовго і 1926 року були ліквідовані.
Прообрази сучасних областей були створені 15 січня 1938, тоді були утворені Бухарська, Самаркандська, Ташкентська, Ферганська і Хорезмська області.
Пізніше, з частини Бухарської області були утворені Кашкадар'їнська і Сурхандар'їнська області, з частини Ферганської — Андижанська і Наманганська області, а з частин Самаркандської та Ташкентської областей — Сирдар'їнська область, з частини якої пізніше була утворена Джиззацька область. Остання область — Навоїйська — була утворена 1982 року з частин Бухарської та Самаркандської областей.
Деякі області скасовувалися, але пізніше відновлювалися. Так, 1960 року були ліквідовані Кашкадар'їнська та Наманганська області (відновлені, відповідно 1964-о і 1967-о), а 1988-о року — Джиззацька та Навоїйська області (відновлені у 1990 і 1992 роках відповідно).
Після оголошення незалежності Узбекистану області стали називати вілаєт, але їх кількість не змінилася.

### Киргизька РСР
Обласний поділ на території КірССР було введено 21 листопада 1939. Тоді були утворені Джалал-Абадська, Іссик-Кульська, Ошська, Тянь-Шанська і Фрунзенська області. Через п'ять років з частин Джалал-Абадської та Фрунзенської областей була утворена Таласька область.
Надалі області ліквідовувалися і відновлювалися, але до 1990 року обласний розподіл повернулося до стану на 1944 рік, помінялися лише назви областей. Так, з 1956 року по 1963 послідовно були ліквідовані Таласська, Джалал-Абадської, Іссик-Кульська, Фрунзенська та Тянь-Шанська області.
1970 року відновлені Іссик-Кульська та Тянь-Шанська області, остання отримала нову назву — Наринська. Через 10 років була відновлена Таласька область.
1988 року Наринська та Таласька області знову були ліквідовані, але вже через два роки, 1990 року, відновлені. Тоді ж, 1990 року, відновлені Джалал-Абадська та Фрунзенська області, остання отримала нову назву — Чуйська.
У незалежній Киргизії 1999 року з частини Ошської області була утворена Баткенська область.

### Таджицька РСР
Обласний поділ на території ТаджССР було введено 27 жовтня 1939. Тоді були утворені Гармська, Кулябська, Ленінабадська і Сталінабадська області.
1944 року з частин Кулябської та Сталінабадської областей була утворена Курганська область, а через рік з частини Ленінабадської — Ура-Тюбинська.
З 1947 року почався процес ліквідації областей. Тоді були ліквідовані Курганська та Ура-Тюбинська області, 1951 року — Сталінабадська, 1955 року — Гармська та Кулябська і 1962 року — Ленінабадська область. Таким чином, обласний поділ Таджицької РСР було ліквідовано.
З 1970 року області починають відновлювати. Наприкінці 1970 року відновлено Ленінабадську область, через три роки — Кулябську область, ще через 3,5 року — Курганську область.
1988 року Кулябська та Курганська області були об'єднані у Хатлонську область, але через три роки знову були розділені.
У незалежному Таджикистані у вересні 1992 року була відновлена Хатлонська область, а 2000 року Ленінабадська область перейменована у Согдійську; області стали називатися вілаєтами.

### Туркменська РСР
Обласний поділ на території ТССР було введено 21 листопада 1939. Тоді було утворено Ашхабадську, Красноводську, Марийську, Ташаузську і Чарджоуську області. Через три роки з частини Чарджоуської області утворена Керкінська область.
Надалі області ліквідовувалися і відновлювалися, але до 1992 року обласний розподіл повернувся до початкового стану, помінялися лише назви областей. Так, 1947 року Керкінська та Красноводська області були ліквідовані; Красноводська область через три роки була відновлена, а Керкінська область більш ніколи не утворювалася.
З 1955 почався процес ліквідації областей. Тоді була ліквідована Красноводська область, 1959 року ліквідована Ашхабадська область, а 1963 року — залишилися три області. Таким чином, обласний розподіл Туркменської РСР було ліквідовано.
З 1970 року області починають відновлювати. Наприкінці 1970 року були відроджені Марийська, Ташаузська та Чарджоуська області, а через три роки — Ашхабадська та Красноводська.
1988 року Ашхабадська та Красноводська області знову ліквідуються, але вже 1991 року остання відновлюється під новою назвою Балканська.
У незалежній Туркменії 1992 року області стали називати велаятами. Тоді ж була відновлена Ашхабадська область під назвою Ахалський велаят, а Ташаузська та Чарджоуська області отримали назви Дашогузький і Лебапський велаят відповідно.

### Інші союзні республіки
У 1950–1953 роках у ряді союзних республік як експеримент було введено обласний поділ.
1950 року обласний поділ було введено у Литовській РСР, 1951 року — у Грузинській РСР, 1952 року — в Азербайджанській, Латвійській та Естонській РСР. ЛитРСР була розділена на Вільнюську, Каунаську, Клайпедську і Шяуляйську області, ГССР — на Кутаїську і Тбіліську області, АзССР — на Бакинську і Гянджинську області, ЛатССР — на Даугавпілську, Лієпайську і Ризьку області та ЕССР — на Пярнуську, Талліннську і Тартуську області.
1953 року експеримент був визнаний невдалим, і у квітні — травні того ж року всі вищеперелічені області були ліквідовані і більше не відновлювалися.